# Cascades Gurara
Les cascades Gurara es troben a Gurara, a l'àrea del govern local de l'estat de Níger (Nigèria), a 60 km al nord-oest de la capital, Abuja. Les cascades tenen aproximadament 30 metres d'altura i es troba al riu Gurara, al llarg de la carretera Suleja-Minna.

## Mite i folclore
Segons la història oral, les cascades Gurara van ser descobertes per un caçador Gbari anomenat Buba el 1745, abans que alguns europeus ho descobrissin el 1925 i el convertissin en un Leisure centre (centre de recreació).
Abans que els europeus descobrissin les cascades, les cascades Gurara van ser adorades per les persones que vivien en comunitats al seu voltant.
La història oral també diu que el riu Gurara i les cascades Gurara van ser anomenades amb el nom de dues deïtats: Gura i Rara.

## Clima
El clima és la sabana. La temperatura mitjana és de 24 °C. El mes més càlid és l'abril, amb 28 °C, i el mes més fred és setembre, amb 21 °C. La precipitació anual es de 1.595 mm. El mes més plujós és setembre, amb 295 mm de pluja, i el mes més sec és gener, amb 2 mm de pluja.

## Entorn
El terreny al voltant de les cascades de Gurara és majoritàriament pla, però hi ha turons a l'oest. El punt més alt de la zona és que té 370 metres sobre el nivell del mar, a 1 km al nord-oest de les cascades de Gurara. La densitat de població a prop de les cascades de Gurara és bastant alta, amb 54 h/km². Els rius són molt comuns a la regió de les cascades de Gurara.

## Turisme
Les cascades Gurara són un dels principals llocs turístics de Nigèria. Hi ha hagut plans en els últims temps per convertir-lo en un complex turístic amb un centre de recreació i un hotel de set estrelles al seu voltant.